# Нова Ираклија
Нова Ираклија (грч. Νέα Ηράκλεια, Неа Ираклија) је приморско насељено место у општини Нова Пропонтида у периферији Средишња Македонија, Грчка. Према попису из 2021. године било је 619 становника.
Насеље је подигнуто двадесетих година 20. века. Насељене су грчке избегличке породице којих је на попису из 1928. године било 210.